# Animorphs (série télévisée)
Pour les articles homonymes, voir Animorphs.
 (novembre 2017).
Animorphs est une série télévisée canadienne en 26 épisodes de 23 minutes produite par Nickelodeon basée sur la série de livres Animorphs, diffusée du 15 septembre 1998 au 16 février 1999 sur YTV puis du 3 septembre au 8 octobre 1999 sur le réseau Global au Canada et du 4 septembre 1998 au 23 avril 2000 sur Nickelodeon aux États-Unis.
En France, la série a été diffusée sur TF1 du 1er septembre 1999 au 16 février 2000 dans l'émission TF! Jeunesse, et au Québec à partir du 3 septembre 1999 sur Canal Famille.

## Distribution

### Acteurs principaux
- Shawn Ashmore : Jake
- Brooke Nevin (VF : Sarah Marot) : Rachel
- Boris Cabrera (en) : Marco
- Nadia Nascimento (ar) : Cassie
- Christopher Ralph (en) (VF : Adrien Antoine) : Tobias

### Acteurs récurrents
- Paulo Costanzo (VF : Yoann Sover) : Aximili-Esgarrouth-Isthill
- Eugene Lipinski : Visser Three / Victor Trent
- Dov Tiefenbach (en) : Erek King
- Allegra Fulton : Eva / Visser One
- Joshua Peace (ja) : Tom Berenson
- Terra Vanessa Kowalyk : Melissa Chapman
- Richard Sali : le principal Chapman
- Diego Matamoros : Elfangor-Sirinial-Shamtul
- Peter Messaline : the Ellimist
- Frank Pelligrino : Jeremy (père de Marco)
- Cassandra Van Wyck : Sara Berenson (jeune sœur de Rachel)
- Jonathan Whittaker : Greg (père de Jake)
- Karen Waddell : Nikki (mère de Jake)
- Melanie Nicholls-King (en) : Aisha (mère de Cassie)

 Source et légende : version française (VF) sur RS Doublage

## Fiche technique
- Réalisateurs : Shawn Levy, Graeme Lynch, Ron Oliver, Don McCutcheon, Timothy Bond, William Fruet

## Épisodes

### Première saison (1998-1999)
1. Mon nom est Jake partie 1 (My Name is Jake, Part 1)
2. Mon nom est Jake partie 2 (My Name is Jake, Part 2)
3. Souterrain (Underground)
4. On the Run
5. Between Friends
6. The Message
7. The Escape
8. The Alien
9. The Capture, Part 1
10. The Capture, Part 2
11. The Reaction
12. The Stranger
13. The Forgotten
14. The Leader, Part 1
15. The Leader, Part 2
16. Tobias
17. Not My Problem
18. The Release
19. Face Off, Part 1
20. Face Off, Part 2

### Deuxième saison (1999)
1. Face Off, Part 3
2. My Name is Erek
3. Changes, Part 1
4. Changes, Part 2
5. Changes, Part 3
6. The Front